# This Is War
"This Is War" là thứ ba album phòng thu của ban nhạc rock Mỹ Thirty Seconds to Mars, phát hành thông qua hãng Virgin Records và EMI vào ngày 08 Tháng 12 năm 2009. Sau khi phát hành, nó đạt vị trí số 18 trên bảng xếp hạng Billboard 200.

## Danh sách theo dõi
Tất cả các ca khúc được viết và sáng tác bởi Jared Leto, trừ khi có ghi chú. 
| STT              | Nhan đề                      | Thời lượng |
| ---------------- | ---------------------------- | ---------- |
| 1.               | "Escape"                     | 2:24       |
| 2.               | "Night of the Hunter"        | 5:40       |
| 3.               | "Kings and Queens"           | 5:46       |
| 4.               | "This Is War"                | 5:27       |
| 5.               | "100 Suns"                   | 1:58       |
| 6.               | "Hurricane"                  | 6:12       |
| 7.               | "Closer to the Edge"         | 4:33       |
| 8.               | "Vox Populi"                 | 5:43       |
| 9.               | "Search and Destroy"         | 5:39       |
| 10.              | "Alibi"                      | 6:00       |
| 11.              | "Stranger in a Strange Land" | 6:54       |
| 12.              | "L490" (Shannon Leto)        | 4:27       |
| Tổng thời lượng: | Tổng thời lượng:             | 60:40      |

| iTunes bonus tracks | iTunes bonus tracks                                  | iTunes bonus tracks |
| STT                 | Nhan đề                                              | Thời lượng          |
| ------------------- | ---------------------------------------------------- | ------------------- |
| 13.                 | "Kings and Queens" (LA Riots vocal mix)              | 6:12                |
| 14.                 | "Night of the Hunter" (Flood remix) (Pre-order only) | 5:42                |

| Japanese bonus tracks | Japanese bonus tracks                            | Japanese bonus tracks |
| STT                   | Nhan đề                                          | Thời lượng            |
| --------------------- | ------------------------------------------------ | --------------------- |
| 13.                   | "Kings and Queens" (Eddy and Tiborg radio mix)   | 4:10                  |
| 14.                   | "Kings and Queens" (Innerpartysystem remix main) | 6:17                  |

| UK bonus tracks | UK bonus tracks                                                                          | UK bonus tracks |
| STT             | Nhan đề                                                                                  | Thời lượng      |
| --------------- | ---------------------------------------------------------------------------------------- | --------------- |
| 13.             | "Kings and Queens" (Tek-One remix) (Available for online download for limited time only) |                 |
| 14.             | "Closer to the Edge" (Acoustic)                                                          |                 |

| Deluxe edition bonus tracks | Deluxe edition bonus tracks      | Deluxe edition bonus tracks                                               | Deluxe edition bonus tracks | Deluxe edition bonus tracks |
| STT                         | Nhan đề                          | Sáng tác                                                                  | Producer                    | Thời lượng                  |
| --------------------------- | -------------------------------- | ------------------------------------------------------------------------- | --------------------------- | --------------------------- |
| 13.                         | "Hurricane" (feat. Kanye West)   |                                                                           |                             | 6:11                        |
| 14.                         | "Bad Romance" (BBC live version) | Stefani Germanotta, Nadir Khayat                                          | Andy Rogers                 | 4:40                        |
| 15.                         | "Stronger" (BBC live version)    | Kanye West, Thomas Bangalter, Guy-Manuel de Homem-Christo, Edwin Birdsong |                             | 6:03                        |
| Tổng thời lượng:            | Tổng thời lượng:                 | Tổng thời lượng:                                                          | Tổng thời lượng:            | 77:30                       |

| iTunes Deluxe edition bonus tracks | iTunes Deluxe edition bonus tracks           | iTunes Deluxe edition bonus tracks |
| STT                                | Nhan đề                                      | Thời lượng                         |
| ---------------------------------- | -------------------------------------------- | ---------------------------------- |
| 16.                                | "Kings and Queens" (LA Riots main vocal mix) | 6:11                               |
| 17.                                | "Night of the Hunter" (Flood remix)          | 5:41                               |

| Deluxe edition DVD | Deluxe edition DVD                          | Deluxe edition DVD |
| STT                | Nhan đề                                     | Thời lượng         |
| ------------------ | ------------------------------------------- | ------------------ |
| 1.                 | "Closer to the Edge" (Music video)          | 6:22               |
| 2.                 | "The Ride (Kings and Queens)" (Music video) | 8:51               |
| 3.                 | "The Ride" (The Making of)                  | 20:48              |
| 4.                 | "Into the Wild"                             | 6:15               |
| 5.                 | "The Summit"                                | 3:12               |
| 6.                 | "War Is Coming" (Short films)               | 7:16               |